# Trolldomskommissionen

Porträtt. Per Brahe d.y. Beck - Skoklosters slott - 13452

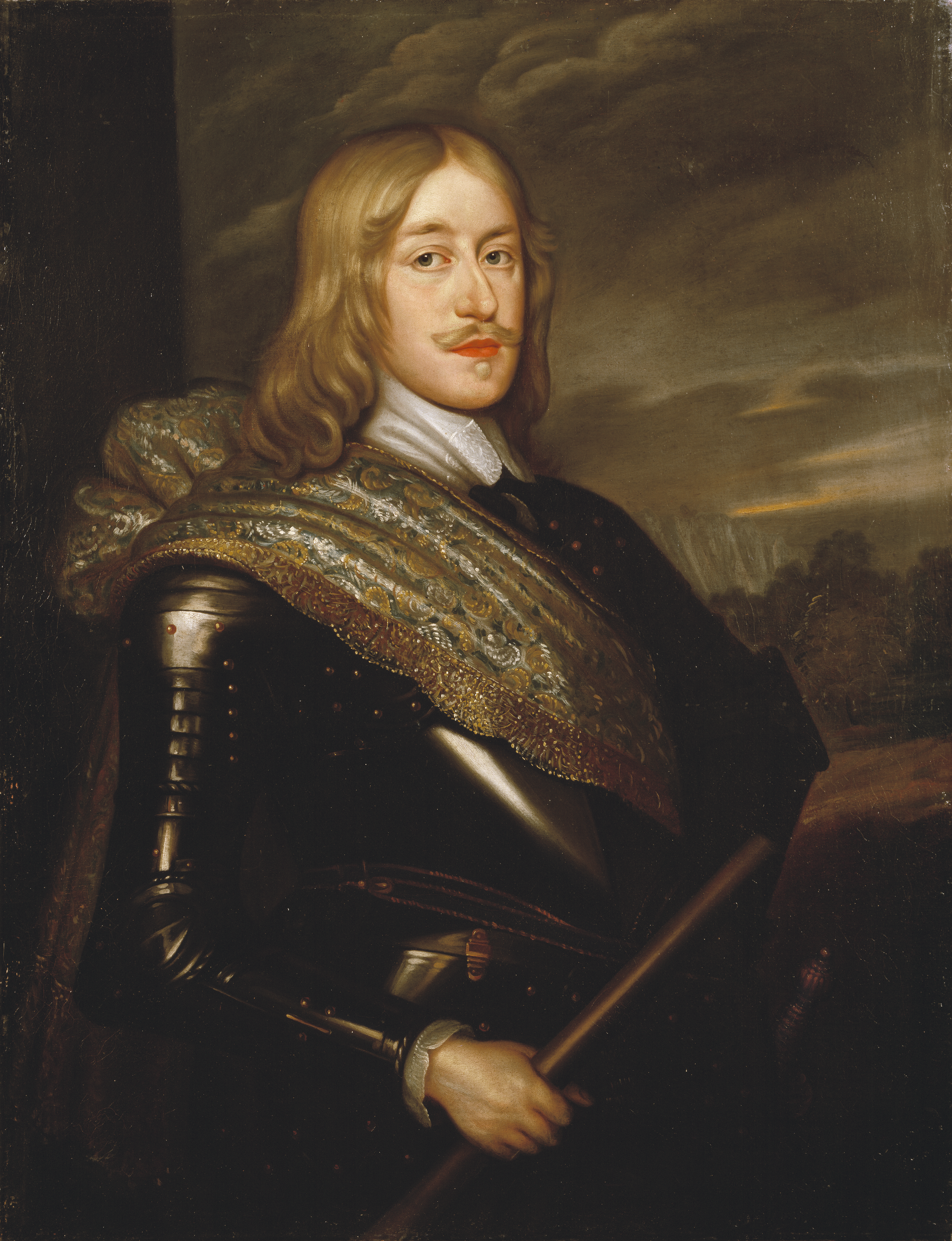
Magnus Gabriel de la Gardie, 1622-1686 (Henrik Münnichhofen) - Nationalmuseum - 39848

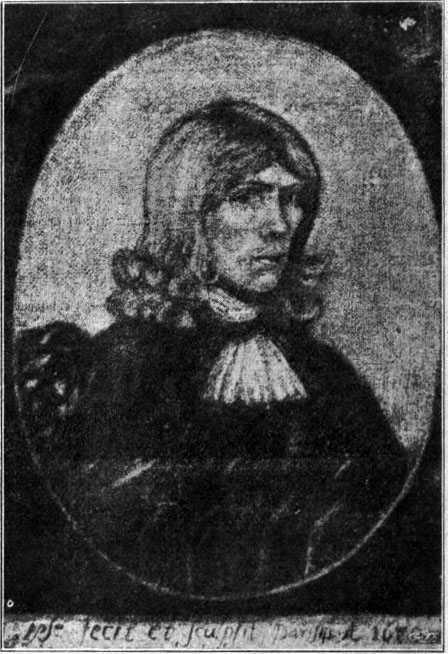
046-Urban Hjärne-Svenska Teatern 1

Trolldomskommissionen kallades de organ som hade till uppgift att utreda trolldomsmål och utföra häxprocesser i Sverige under det stora oväsendet mellan 1668 och 1676.
Trolldomskommissionen bestod i själva verket av flera lokala kommissioner, som utsågs av regeringen för att sköta trolldomsfallen i olika delar av landet. Lokala trolldomkommissioner utsågs från 1669 av Stockholm på begäran av de olika landskapen för att handha de växande antalen trolldomsfall. Anledningen var att avlasta de vanliga domstolarna, som blev överlastade av trolldomsfall, och i sin tur tvingades hänskjuta trolldomsfallen till Stockholm, som i sin tur blev överlastat allteftersom häxpaniken spred sig runt i landet. 
Dessa handhade häxprocesserna med extraordinära befogenheter istället för enligt ordinarie lagförfarande. Häxprocesserna under det stora oväsendet utfördes egentligen till större delen av lokala domstolar, men när dessa blev för många överlämnades de till kommissionen för respektive landskap, som avslutade dem och avkunnade domar. 

## Historik

### Bakgrund
År 1668 utbröt en häxpanik i Sverige efter anklagelsen från Gertrud Svensdotter mot Märet Jonsdotter i Älvdalen. Initialt hanterades trolldomsmålen, precis som tidigare, av de vanliga domstolarna. Efter att sex personer hade avrättats i Älvdalen 19 maj 1669, började det dock bli tydligt att häxpaniken inte skulle sluta med en isolerad häxprocess, utan började sprida sig vidare.
Elavus Skragge, prost över Österdals församlingar, skrev till riksmarskalk Wrangel att myndigheterna måste göra något på grund av den intensiva ryktesspridningen, och förklarade situationen som att det "är een eldh optändt, och brinder mächta widt omkringh".
Myndigheterna bedömde att det var nödvändigt att vidta åtgärder när de ordinarie domstolarna plötsligt började översvämmas av trolldomsmål. Karl XI:s förmyndarregering och rådet utgjorde tillsammans justitierevisionen. 
Per Brahe, som var Svea hovrätts president, tillhörde den dåvarande häxskeptiska fraktion som uppfattade häxeri som en satanisk illusion, illusiones diaboli, och egentligen inte existerade, medan Magnus Gabriel De La Gardie däremot trodde uppriktigt på häxeriet och förespråkade en trolldomskommission, en linje som segrade för att avlasta de ordinarie domstolarna från trolldomsmål.

### Dalarna
I maj 1669 mottog biskopen av Västerås order att utse präster till den första trolldomskommissionen, som bildades i augusti under ledning av Lorentz Creutz. 
Kommissionen skulle verka delvis under religiösa regler och delvis i enlighet med ordinarie rättspraxis. Enligt reglerna blev avfall från Gud och bekännelse kriteriet för en dödsdom, och denna kommission fick tillstånd att verkställa domar utan att pröva dem hos hovrätten först.
Kommissionen bekräftade 23 av 54 tingsdomar i Mora och avrättade 25 augusti 1669 15 personer i Mora och piskade 148 barnvittnen; den fortsatte med att 27 augusti avrätta sex personer i Älvdalen. Kommissionen upplöstes när dess rannsakning var över. 
Hösten 1670 utsågs den andra trolldomskommissionen i Dalarna under Ernst Johan Creutz den äldre. 

### Bohuslän
Bohuslän hade ett stort antal häxprocesser under det stora oväsendet, och flera separata trolldomskommissioner fick utses för att hantera alla fall. 
I augusti 1669 bildades en särskild trolldomskommission, som fick ansvaret för häxprocesserna i Bohuslän och som inledde sitt arbete i  Kungälv den 20, på Orust den 22 och i Marstrand den 25 september.
I april 1670 sammanträdde Bohusläns andra trolldomskommissionen i Kungälv, där den resulterade i flera avrättningar av tidigare anklagade och dömda personer. Den följdes av några mindre fall på landsbygden, innan åtalet mot Elin och Iver återigen öppnade 25 september 1670 i Tega utanför Kungälv.
I juni 1671 sammanträdde den tredje bohuslänska trolldomskommission i Kungälv.

### Hälsingland
Spridningen av trolldomsrykten fortsatte från Dalarna och Härjedalen till Hälsingland, där de vanliga domstolarna tvingades hantera härxprocesser i Ovanåker och Alfta 1672-1673. Eftersom de hanterades av de vanliga domstolarna hänsköts de till hovrätten, något som gjorde att regeringen gav order om att bilda en trolldomskommission för Hälsingland för att slippa översvämmas av trolldomsmål därifrån. 
Trolldomskommissionen i Hälsingland bildades under ledning av landshövding Gustaf Rosenhane och inledde sin rannsakning i Bollnäs i januari 1672.
Gustaf Rosenhane ogillade häxprocesser och ägnade sin plats i kommissionen för att motarbeta dem. Som motståndare till häxprocesser ofta menade vid denna tid menade Rosenhane att häxeri bara var Djävulens illusioner, och att Djävulen lätt kunde sända illusioner som fick svaga personer att inbilla sig att de var häxor eller hade bevittnat trolldom. 
Han påpekade att många vittnesmål var orimliga fantasier; att barns vittnesmål inte var giltiga enligt svensk lag; att häxprocesserna resulterade i juridiska dilemman eftersom barnvittnena ofta själva gjort samma saker som häxorna; och att avrättningar bara ökade ryktesspridningen och att så kallad trolldom bekämpades bättre genom att bekämpa okunskap och fattigdom.
Rosenhanes skeptiska åsikter delades dock inte av alla ledamöter i kommissionen utan ledde till slitningar mellan dess ledamöter och konflikt inom kommissionen. Tio personer dömdes till döden i Bollnäs. Kommissionen upphävde 51 av de 58 dödsdomarna av häxprocessen i Alfta, och Rosenhane ansökte hos kungen om att upphäva även de återstående sju, men kungen påpekade att enligt gällande rätt måste de domar som grundats på bekännelser verkställas. 
I Järsvö utbröt öppen konflikt i kommissionen då Rosenhane ville tillämpa ordinarie rättspraxis, vilket skulle innebära mildare domar, medan andra ledamöter ville tillämpa speciell praxis, vilket var det vanliga för häxprocesser. 
Endast tre av 41 dödsdomar verkställdes i Järvsö.
Trolldomskommissionen handhade sedan häxprocesserna i Norrala, Delsbo, Tuna Idenor och Ljusdal, vilket ledde till ytterligare tolv dödsdomar, innan den upplöstes.
1673 fastställdes det att endast de som blivit överbevisade och själva bekänt fick avrättas; detta uppskattas i praktiken ha resulterat i en ökad användning av tortyr.

### Norrland
Från Hälsingland spred sig ryktena vidare mot Norrland. Med Norrland menades under denna tid egentligen Ångermanland och Gästrikland, men dessa landskap blev i kontexten kända under termen "Norrland". 
I mars 1674 utsågs Trolldomskommissionen för Norrland, även känd som Norrlandskommissionen, under Carl Sparre.
Norrlandskommissionen splittrades i december 1674 i den norra och södra trolldomskommissionen. Trolldomskommissionen för Norra Norrland bildades under ledning av Jöns Wallvik, och kommissionen för södra Norrland under Johan Axehiem.
År 1675 utfärdades en regel som förklarade att tortyr endast fick användas mot personer som redan hade erkänt, för att förhindra tortyr från att användas för att tvinga fram ett erkännande.

### Stockholm
I Stockholm hanterades häxprocessen i Katarina initialt av ordinarie rätt, sedan av en extra rätt, och slutligen av en trolldomskommission. Rannsakningen av de åtalade inleddes av kämnärsrätten våren 1675. Hösten 1675 tillsattes en extra rätt enligt kunglig order sammansatt av biskopen, borgmästaren och stadens prästerskap ur det kyrkliga konsistoriets medlemmar. Denna rätt öppnade i Katarina kyrka i oktober 1675. Denna extra rätt fick dock överlämna domarna till hovrätten som en vanlig domstol. 
I juni 1676 bildades slutligen en trolldomskommission för Stockholm med fjorton ledamöter, av vilka sex var präster: däribland hovrättsdomaren Wilhelm Julius Coyet, Eric Noraeus, häradshövding Jacobus Petri Chronander och Urban Hjärne.
Häxprocessen i Katarina, där vittnena avslöjades med mened i september 1676, ledde till att kommissionens arbete lades om till att helt avveckla trolldomsprocesserna. Kommissionen upplöstes 1677. 

### Uppland
Den 3 juni 1676 bildades Uppsalakommissionen (1676–1677) under ledning av häradshövdingen Andreas Stiernhöök, som handhade rannsakningarna i Uppland, som rapporterades in till den. 
Uppsalakommissionens arbete i Uppland är bara fragmentariskt bevarat, men 27 augusti beskriver Stiernhöök dess arbete för Stockholm, då ett antal åtalade personer från den uppländska landsbygden satt fängslade på Uppsala slott, där de förhördes före sina slutliga domar. 
Uppsalakommissionen stod i tät kontakt med kommissionen i Stockholm och upplöstes strax efter denna.

## I nationalarkivet
Dokumentationen är inte fullständig. I nationalarkivet finns en del dokumentation bevarad. Lokala trolldomskommissioner:
1. Kommission i Dalarna ang trolldomsväsendet, 1670-1671
2. Kommission i Bohus län ang trolldomsväsendet, 1670-1671
3. Kommission i Hälsingland ang trolldomsväsendet, 1673
4. Kommissorialrätt i Västernorrland ang trolldomsväsendet, 1674-1675
5. Kommission ang trolldomsväsendet i S:ta Katarina församling på Södermalm, 1675-1676
6. Kommissorialrätt i Uppsala ang trolldomsväsendet, 1676-1677